# Мухомор весенний
Мухомо́р весе́нний, или весенняя поганка (лат. Amanita verna), — вид грибов из рода Мухомор (Amanita) семейства Мухоморовые (Amanitaceae). Иногда считается разновидностью бледной поганки.
Научные синонимы:
- Agaricus vernus Bull., 1783 basionym
- Amanitina verna (Bull.) E.-J. Gilbert, 1941
- Venenarius vernus (Bull.) Murrill, 1948

Русские синонимы:
- Мухомор белый
- Весенняя поганка

## Описание
Шляпка белая, в центре светло-кремовая, с гладкой поверхностью, блестящая, достигает в диаметре 3,5—10 см. У молодых грибов полушаровидная, затем раскрывается до выпуклой или плоской.
Мякоть плотная, белая, практически без запаха, с неприятным вкусом.
Пластинки белые, частые, есть укороченные и пластиночки.
Ножка белого цвета, достигает 7—12 см в высоту, 0,7—2,5 см толщиной, гладкая, иногда со светлым налётом, в основании утолщённая.
Остатки покрывал: на ножке широкое белое кольцо, покрытое нечётко выраженными полосками, основание её обёрнуто свободной, но плотно прилегающей вольвой.

## Экология и распространение
Растёт в лиственных лесах, предпочитает известковые почвы, чаще встречается в более тёплых регионах умеренного климата.
Сезон: весна.

## Сходные виды
Amanita phalloides — Бледная поганка.

## Токсичность
Смертельно ядовитый гриб, симптомы отравления такие же, как и у бледной поганки.